# شراب الليمون

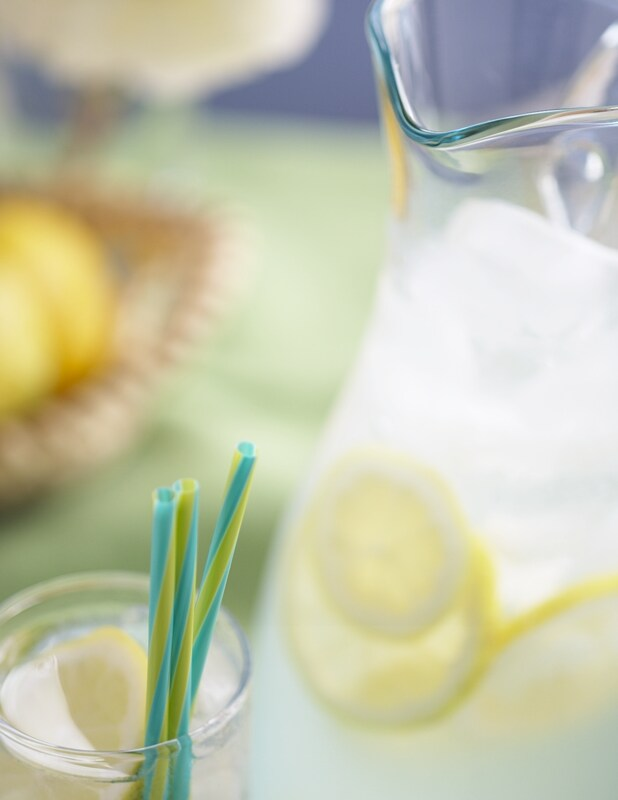
إبريق من شراب الليمون الطازج

شراب الليمون أو اللَّيْمُونَاضة هو مشروب بنكهة الليمون، يُصنع دائمًا من الليمون والماء والسكر. وينتج في صور متنوعة مباشرة من الفاكهة ويعاد تكوينه من العصير المتجمد والمسحوق الجاف، أو من المركز السائل، ويكون لونه على درجات مختلفة. وتنتشر أيضًا العصائر الصناعية المحلاة ذات النكهة الصناعية.

## مصطلحات

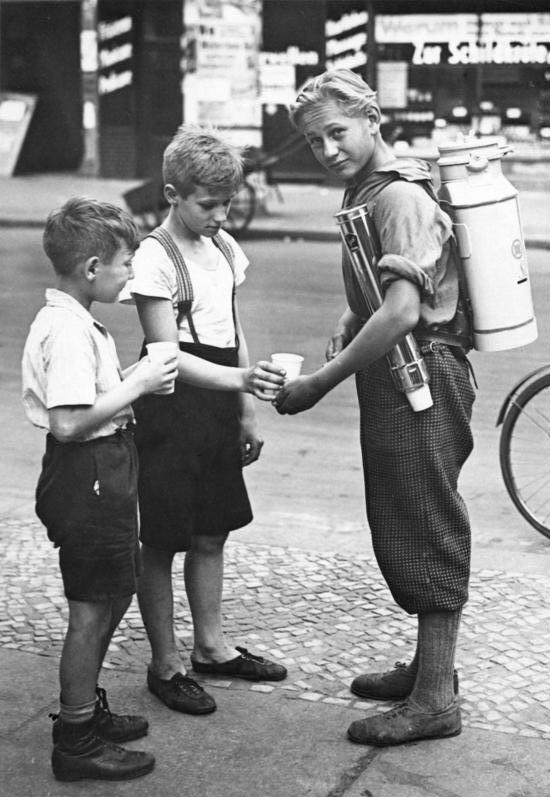
بيع شراب الليمون في ألمانيا في سنة 1931

يُشير مصطلح «شراب الليمون» إلى معان متعددة، تختلف من مكان لآخر.
ففي أمريكا الشمالية، يشير هذا المصطلح إلى شراب لا يحتوي على الصودا مصنوع من الليمون المعصور والماء والسكر. وفي المملكة المتحدة ومناطق أخرى يُطلق على هذا المشروب شراب الليمون التقليدي أو شراب الليمون البيتي.
وفي المملكة المتّحدة، تعني اللاحقة «ادا» (-ade) 'مشروب صودا غازي حلو'، وعلى هذا تجد شراب الخشخاش وشراب البرتقال وشراب الكرز وغيرها. ويوجد شراب الليمون البني في أيرلندا الشمالية الواقعة في المملكة المتّحدة. لمزيد من المعلومات حول هذا الشكل من أشكال «شراب الليمون»، انظر مزيج الليمون والخشخاش.
ويشير المصطلح في جمهورية أيرلندا إلى مشروب الصودا الغازي المنكه بالليمون (كما في المملكة المتحدة) ولكن يضاف إلى ذلك أنه يتفرع إلى شراب ليمون أبيض (رائق) وشراب ليمون أحمر. وشراب الليمون الأبيض هو الشراب الفوار عديم اللون المنتشر في كثير من البلاد، بينما تستقل أيرلندا وحدها بـشراب الليمون الأحمر. ويختلف طعم شراب الليمون الأحمر اختلافًا طفيفًا عن شراب الليمون الأبيض ويُشرب خالصًا أو ممزوجًا في الويسكي.
ويوجد شراب الليمون المُعدّ على الطريقة الأمريكية تحت مسمى عصير «بيتي» (ويسمّى أيضًا شراب الليمون)، ولكن هذا الاسم لا يُستخدم في المجال التجاري إلا نادرًا. ومن الناحية الاقتصادية، تباع عصائر الصودا في الأعم تحت مسمى شراب الليمون «الكدر» أو «التقليدي». وهناك منتجات مشابهة وخالية من الصودا، مثل الليمونادة بالمياه الغازية وماء الشعير بالليمون، وكلاهما يباع عادة على أنه شراب مركز يخفف للحصول على المذاق المطلوب. وقد يظهر شراب الليمون التقليدي في علب من مسحوق الليمون. وهناك تغييرات تطرأ على هذا الشكل من شراب الليمون في جميع أرجاء العالم. وفي الهند وباكستان، حيث يُعرف شراب الليمون بين الناس باسم ليمبو باني أو نيمبو باني، فإنه قد يحتوي أيضًا على الملح و/أو عصير الزنجبيل. وشيكنجوي (Shikanjvi) هو عصير ليمون تقليدي من منطقة الهند وباكستان وقد ينكه أيضًا بـالزعفران والثوم والكمون.
وفي أستراليا ونيوزيلندا، يشير شراب الليمون إلى أي مشروب غازي رائق وبه صودا وذو نكهة ليمون رئيسية، أي المشروبات الغازية من الليمون والخشخاش، مثل سبرايت. ولكن هذا اختلاف ثقافي، فمشروب مثل سبرايت لا يتميز بنكهة «الليمون والخشخاش» ولكنه مجرّد «عصير ليمون»، رغم أنها لا تزال لها نفس نكهة نظيرها في العالم. وأحيانًا يُشار إلى المشروبات الغازية الملونة (والمنكهة) بذكر لونها مثل «شراب الليمون الأحمر» أو «شراب الليمون الأخضر»، وفي هذا إشارة إلى أن «شراب الليمون» هو الصورة الرائقة من النظير «المنكه».
وفي فرنسا، كان يُقصد بها شراب الليمون المياه المنكهة بالليمون وغير المحلّاة أو الصودا المكربنة، ولكنها أصبحت تعني «المشروبات الغازية» - بغض النظر عن النكهة - هناك وفي أماكن أخرى.

## عصير الليمون
عصير الليمون هو عصير يُستخلص من الليمون.

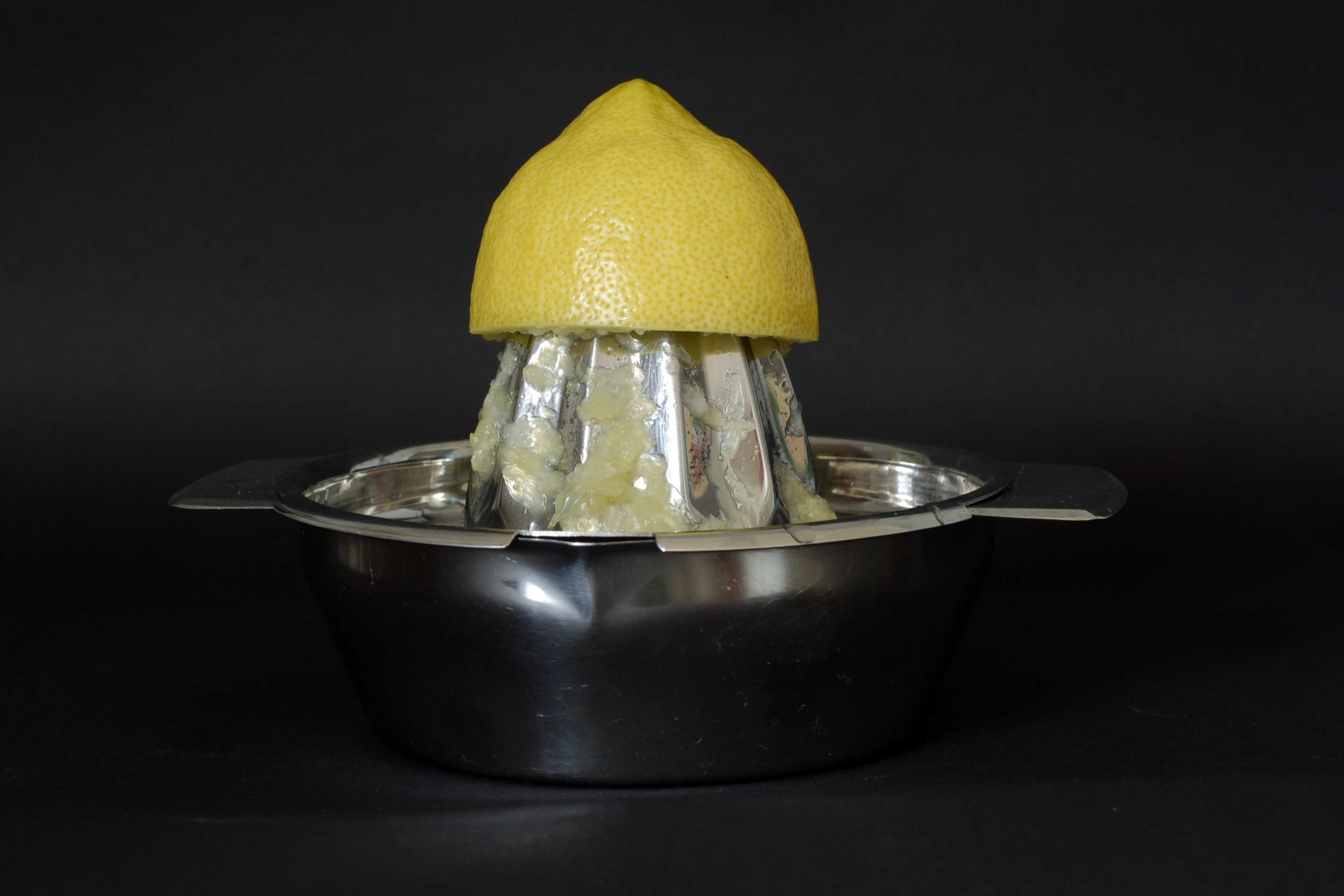
عصارة ليمون، ويظهر بها لب طازج وعصير ناتج عن عصر نصف ليمونة

### الاستخدامات
تحتوي ثمرة الليمون العادية على حوالي 3 ملاعق طعام (50 ملي لتر) من العصير.
ويُستخدم عصير الليمون في الأعم في صنع شراب الليمون - مشروب يعتمد بصورة رئيسية على عصير الليمون والماء والسكر.
وعصير الليمون هو حمض ذو أس هيدروجيني يُقدّر بحوالي 2.3 على مقياس الأس الهيدروجيني.
[[ومن الناحية التجارية، يُباع عصير الليمون في صورة محلول مركز معبأ في زجاجات، ويضاف إليها مواد حافظة وكمية قليلة من زيت الليمون.

### الفوائد الصحية
يحتوي الليمون على نسبة عالية من فيتامين سي. وفيتامين سي له فوائد صحية إيجابية عديدة لجسم الإنسان. ويعمل فيتامين سي كمضاد تأكسد قوي ضد السموم البيئية الضارة، ويحسن من حماية الجهاز المناعي ويقلل من أخطار ارتفاع ضغط الدم. ومن الناحية التاريخية، استخدم جيلبرت بلن (Gilbert Blane) عصير الليمون في القضاء على مرض الاسقربوط من البحرية البريطانية.

## في الولايات المتحدة وكندا
تنتشر هناك أربعة أنواع:

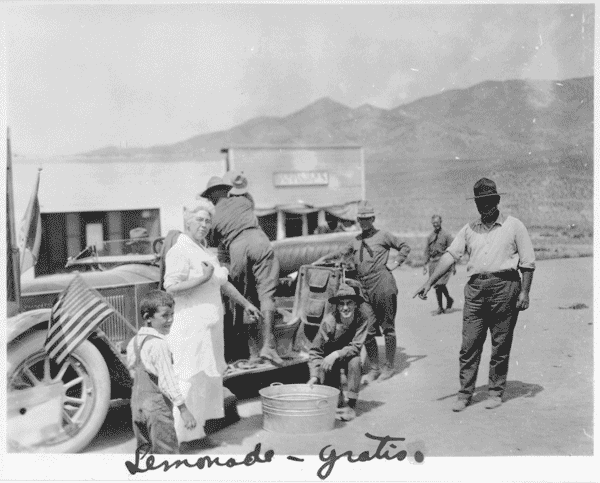
سكان مدينة أمريكية يقدمون الطعام سنة 1919 لـقافلة المركبات العابرة للقارات

- العصير الطازج، شراب الليمون القديم، المصنوع من عصير الليمون والماء والسكر. وأحيانًا تضاف قطع من الليمون إلى الإبريق لتكون مقبّلات ولتعطيها نكهة متميزة.
- المعاد تحضيره، يصنع من العصير الذي يُباع في المتاجر، إما في معلبات مركزة ومجمدة (سبق تحليتها بالسكر أو شراب الذرة) أو شراب غير محلى (يحافظ عليه بإضافة مواد حافظة)
- الخليط المسحوق، يصنع بنكهات طبيعية وصناعية ويُحلّى بالسكر أو محليات صناعية
- ثلج ذائب، شكل من أشكال الثلج المكشوط المصنوع من عصير الليمون و/أو قطع الليمون والسكر وينتشر في المدن الترفيهية والكرنفالات

## في الشرق الأوسط

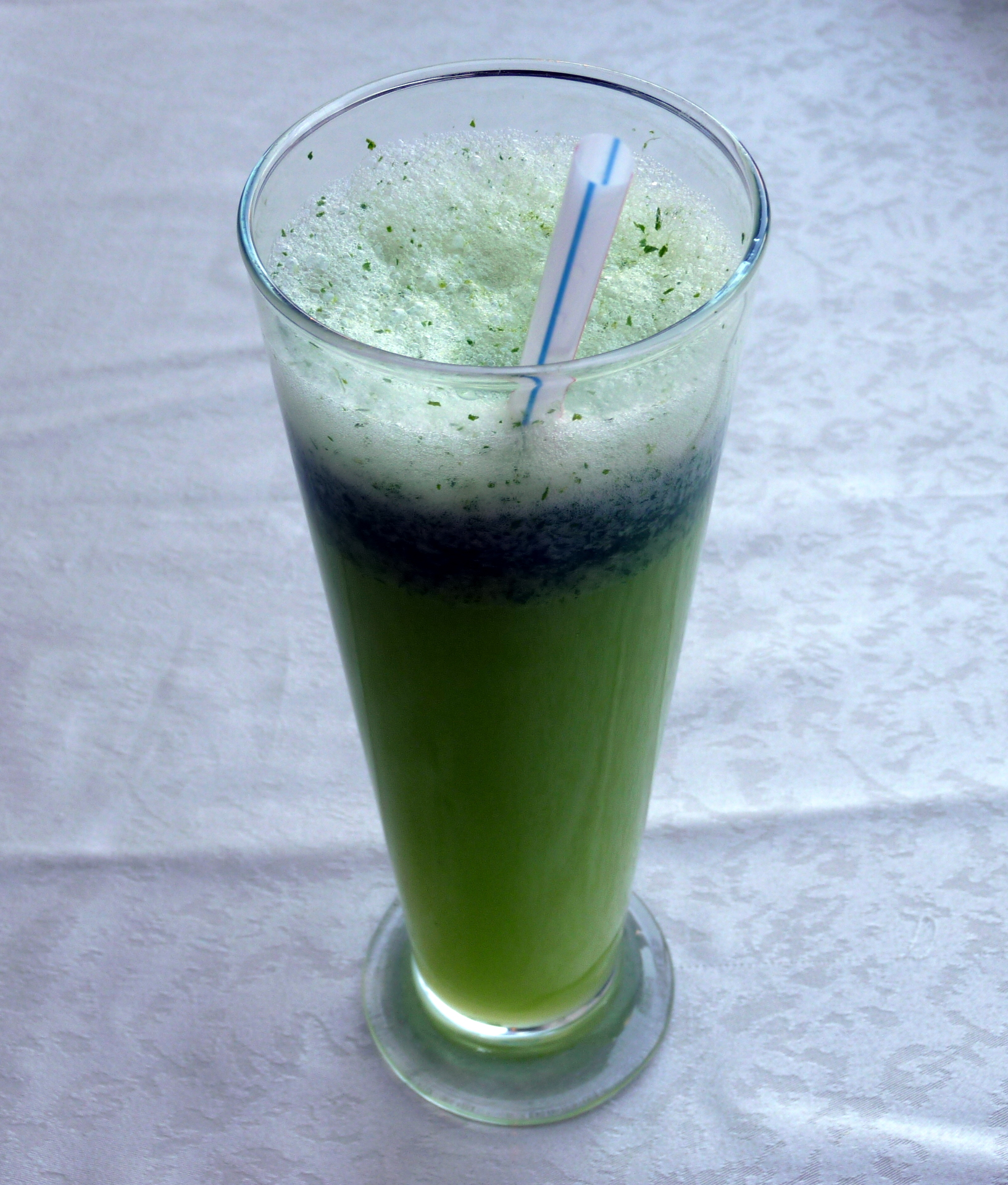
نعناع الليمون يقدم في دمشق في سوريا.

نعناع الليمون هو نوع من شراب الليمون يُعد من عصير ليمون الطازج وأوراق النعناع، وهو مشروب صيفي واسع الانتشار في فلسطين والأردن ولبنان وسوريا. وبدأ ظهور نعناع الليمون في أوائل تسعينيات القرن العشرين بعد أن أعلنت إحدى وكالات الإعلان عن منتج وهمي بهذا الاسم لتثبت فاعلية الإعلان على الحافلات العامة. ونتج عن الحملة طلبات استهلاكية هائلة لدرجة شجعت أصحاب المطاعم والمصانع على تصنيعه بعد أن أصبح مشروبًا مفضلاً في الصيف.

## شراب الليمون القرنفلي

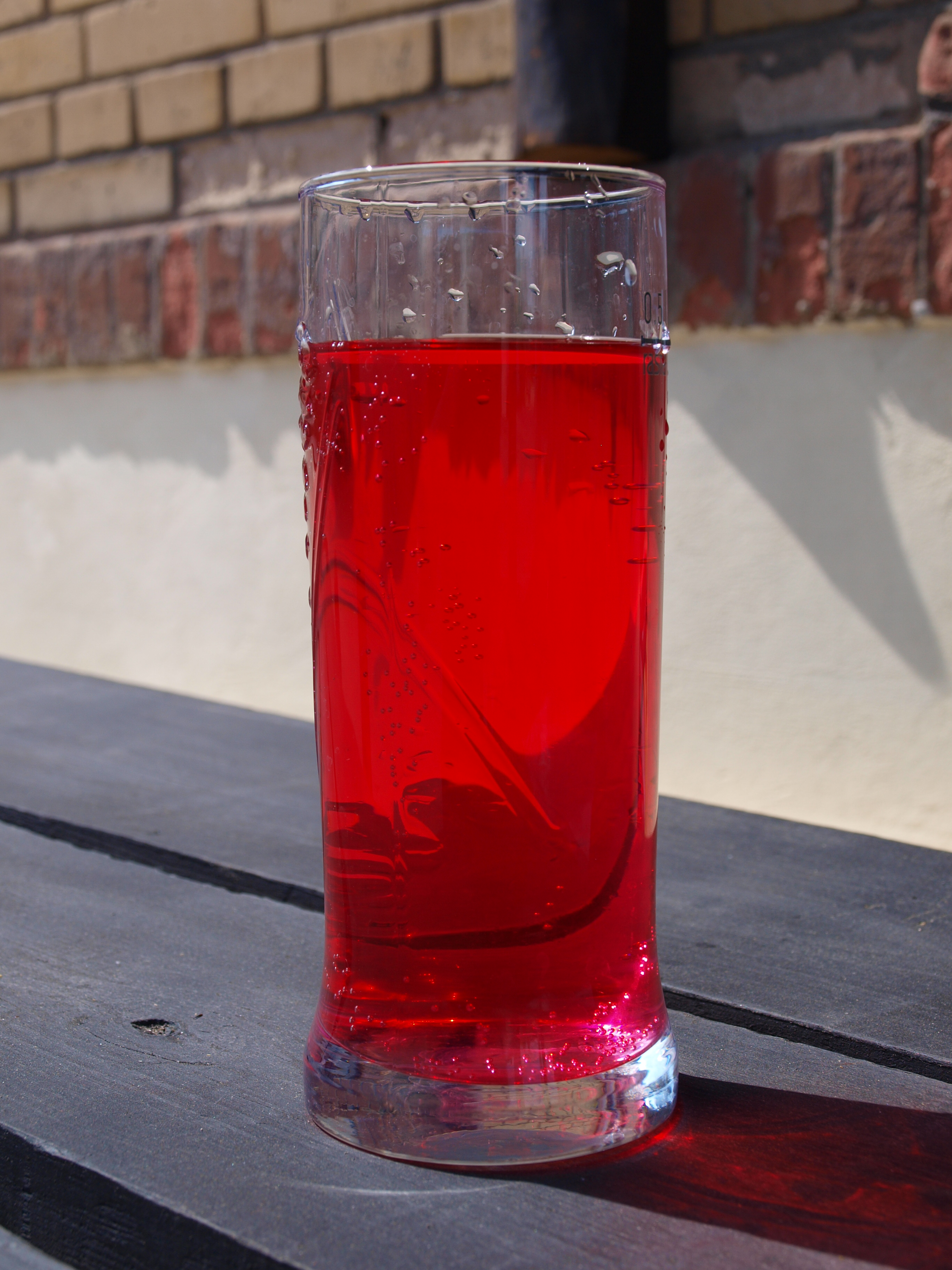
شراب ليمون قرنفلي في التشيك

قد يكتسب شراب الليمون القرنفلي لونه من توت العليق أو الكرز أو الكريفون أو العنب أو التوت البري أو الفراولة أو شراب الرمان، أو الأصباغ الصناعية. ويكثر استخدام ليمون يوريكا الزخرفي حيث إنه رائق رغم اعتقاد البعض بأنه حامض المذاق.
ونسبت جريدة نيويورك تايمز إلى هنري سانشيز ألوت (Henry E. "Sanchez" Allott) أنه مبتكر شراب الليمون القرنفلي في عمود نعيه:

وفي سن الخامسة عشرة ترك منزله في مشهد فوضوي وعمل في امتياز لصنع شراب الليمون. وفي يوم من الأيام أثناء خلط وعاء من الشراب ذي اللون الأصفر المعروف، سقطت فيه خطأ بعض نقاط من القرفة الحمراء. ولاقى الخليط الناتج ذو اللون القرنفلي رواجًا عجيبًا حتى أنه ظل في عمل اكتشافاته العرضية.

وهناك افتراض آخر، يرويه المؤرخ جو نيكل (Joe Nickell) في كتاب أسرار العروض الجانبية (Secrets of the Sideshows)، وهو أن بيت كونكلين (Pete Conklin) هو أول مخترع له سنة 1857 عندما استخدم الماء المصبوغ باللون القرنفلي الذي أخذه من ثياب حمراء لراكب حصان ليضيفه إلى شراب الليمون.

## الاستخدامات

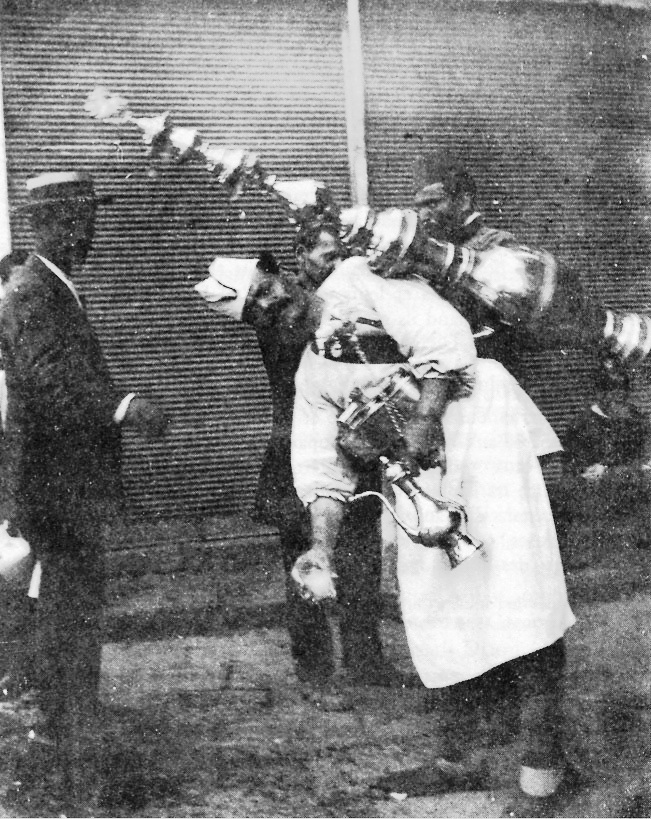
بائع شراب الليمون في سالونيك في الدولة العثمانية(قبل سنة 1890)

في الولايات المتحدة، يباع شراب الليمون كشراب منعش في الصيف. وفي الأعم يكون متوفرًا في الكرنفالات والمهرجانات، ويعرف في بعض المناطق «بخلطة الليمون» حيث يترك قشر الليمون المعصور في الكأس. وكان شراب الليمون أيضًا الخلطة التقليدية في عصير توم كولينز (Tom Collins)، ولكنه يستبدل حاليًا بخليط من المشروبات.
وشراب الليمون على الطريقة البريطانية مع البيرة يعطي الجعة بالليمون. ويعد شراب الليمون من المكونات المهمة في كوكتيل كأس بيم (Pimm's Cup) وفي الخليط المشهور. ولأن شراب الليمون خليط مشهور، يصاب الزوار البريطانيون والأستراليون بالإحباط عندما يطلبون خليطًا في الولايات المتحدة ثم ينتهي الحال بالحصول على شراب الليمون على طريقة الولايات المتحدة.[بحث أصيل] وأحيانًا يصعب الأمر على مقدمي الطلبات الأمريكيين أيضًا عند طلب شراب الليمون حيث يختلط بغيره من أنواع المشروبات الخليط.
بدأ العديد من الأطفال في أحياء كندا والولايات المتحدة بعمل أكشاك شراب الليمون لجني المال في أشهر الصيف. وقد أصبح هذا المفهوم شائعًا بين شباب أمريكا إلى درجة ظهور العديد من المحاكاة الساخرة والأشكال المتغيرة لهذا المفهوم على نطاق واسع في وسائل الإعلام. وأما لعبة الكمبيوتر رف شراب الليمون (Lemonade Stand) المبتكرة سنة 1979، فتحاكي هذا العمل عن طريق السماح للاعبين باتخاذ القرارات بالقرب من كشك افتراضي. وتعمل بعض أكشاك شراب الليمون غير مرخصة بما يخالف قانون الصحة.
وقد تبين أن الاستهلاك اليومي هو أربع أونصات من شراب الليمون يوميًا، عند مزجه مع اثنين لتر من الماء، وتبين أنه يحد من تكوين الحصوات لدى الأشخاص الذين لديهم حساسية حصى الكلى. يحتوي شراب الليمون على سترات عالية التركيز من أي فاكهة، وقد تبين أن الحمض غير مركز يمنع تكوين الحصوات.
وشراب الليمون الكدر من الماء الساخن والنعناع، والمحلى بـالعسل مشهور بأنه علاج شعبي لـالتهاب الحلق في الشرق الأوسط.[بحاجة لمصدر]